# Страшная рыбка
«Страшная рыбка» (англ. Spookyfish) — 15 эпизод 2 сезона (№ 28) сериала «Южный парк», премьера которого состоялась 28 октября 1998 года. Эпизод приурочен к Хэллоуину. В связи с этим на протяжении всей серии картинка сделана страшнее (режим Spooky Vision) благодаря добавлению по бокам изображений Барбры Стрейзанд, причём на протяжении всего выпуска её фотография меняется 4 раза.

## Сюжет
В Саут-Парке близится Хэллоуин, и начинают происходить привычные странные вещи. Картман не приходит на уроки в школу, однако позже встречается на автобусной остановке с ребятами. У него появляется испанская бородка, и он ведёт себя чрезвычайно дружелюбно. Эрик спокойно воспринимает язвительные шутки ребят и объясняет, что не смог прийти на занятия, потому что должен был заботиться о своей маме, которая заболела гриппом. Вскоре Стэн, Кайл и Кенни, распрощавшись с Эриком, встречают его снова — у него исчезает бородка, он снова ведёт себя злобно и агрессивно, и, кроме того, постоянно употребляет приставку «мега» («адски» - в переводе Гоблина), которое раздражает всех ребят. Стэн, Кайл и Кенни понимают, что это 2 разных Картмана; Шеф объясняет им, что второй Картман прибыл из «злой параллельной Вселенной».
Одновременно с этим семью Маршей посещает с традиционным ежемесячным визитом тётя Фло. Она дарит Шелли домашний кинотеатр с огромной стереосистемой, а Стэну — всего лишь аквариумную рыбку, которая кажется ему зловещей. Среди ночи рыбка начинает убивать людей. Шерон решает, что их убивает Стэн, и закапывает тела на заднем дворе, бормоча вполголоса, какой Стэн хороший и замечательный мальчик, и постепенно теряя рассудок. Также ей приходится заточить в подвале офицера Барбреди, который пришёл искать пропавших людей. Затем рыбка убивает тётю Фло, и Шерон печалится, что больше не будет ежемесячных визитов её тёти. Отец Стэна, тем не менее, рад, что ему не придется больше спать на кушетке по 5 дней в месяц.
Стэн, Кайл и Кенни продолжают общаться с обоими Картманами и понимают, что Картман из «злой Вселенной» нравится им гораздо больше. Кроме того, Стэн предполагает, что его злая рыбка — оттуда же. Дети идут в зоомагазин, где была куплена рыбка, и находят там портал в параллельную Вселенную. Оттуда появляются «параллельные» Стэн и Кайл, очень злые, и решают вернуть «своего» Картмана назад.
Все животные из магазина — такие же агрессивные, как рыбка Стэна — сбегают оттуда и начинают разрушать город и убивать людей. Шерон понимает, что Стэн никого не убивал, и выпускает Барбреди из подвала. Злые Стэн и Кайл находят «злого» Картмана, однако тот не хочет возвращаться к ним; здешние Стэн и Кайл предлагают забрать их Картмана. Происходит путаница, и в итоге здешний Картман, перехитрив всех, отправляет в параллельную Вселенную своего доброго двойника.

## Смерть Кенни
Кенни пал жертвой зловещей рыбки; когда Кенни, Картман и Кайл приходят к Стэну в гости, рыбка убивает Кенни, затащив его в свой аквариум и обглодав.

## Показ эпизода
Перед показом эпизода, Comedy Central сделал так, что эпизод стал называться, не South Park Halloween Special, а Spooky Vision. Как оказалось Spooky Vision заключался в том, что в каждом углу экрана присутствовало лицо Барбары Стрейзанд, а по бокам экрана были надписи Spooky и Vision. Во время последующих трансляций эпизода Comedy Central не всегда использовал Spooky Vision, хотя иногда эпизод показывался и в исходном формате. Кроме того в релизе на DVD, а также на официальном сайте South Park эпизод сохранил оформление Spooky Vision.

## Отзывы
IGN оценил эпизод на 9 из 10 баллов, сказав: «Самый большой прикол был в конце, когда 2 Картмана встретились, и было похоже на плохо смонтированный эффект разделения экрана», также отметив шутки и внимание к деталям у Южного парка ранних лет. Также было отмечено, что было забавно смотреть на панику Шерон по поводу убитых рыбкой Стэна, когда она думала, что их убивает сам Стэн. IGN пришёл к выводу, что это был «один из первых примеров отличного Южного парка».

## Релиз
«Страшная рыбка» была впервые выпущена в 2002 году как часть коллекции эпизодов, названная Ghouls, Ghosts and Underpants Gnomes. Версия VHS помимо «Страшной рыбки» содержит хэллоуинский эпизод Отличная загадка группы Korn о пиратском призраке и эпизод Гномы. Релиз на DVD кроме описанных содержал ещё эпизод Школьный портфель. South Park: The Complete Second Season был выпущен на DVD 3 июня 2003 года. Эпизоды второго сезона были также выпущены в цифровом формате для таких сервисов как Amazon Instant Video, iTunes Store и Xbox Live Marketplace. Как и большинство остальных эпизодов Южного парка «Страшную рыбку» можно бесплатно посмотреть на официальном сайте шоу SouthParkStudios.com. Его можно увидеть в режиме Spooky Vision.

## Факты
- В этом эпизоде появляется инопланетянин: его голова видна на знаке автобусной остановки, когда Картман встречает своего двойника.
- Тётя Фло является олицетворением менструального цикла мамы Стэна, а её смерть — менопаузы[17].
- Находясь в подвале дома Маршей, Барбреди поёт негритянскую песню XIX века «Blue Tail Fly».
- Один из немногих эпизод, в котором Стэн и Кайл, после смерти Кенни, ничего не говорят, даже не обращают на труп внимания. Тем не менее, крысы по традиции обгладывают тело.
- Бородка на лице Картмана, Стэна и Кайла из параллельной Вселенной — отсылка к эпизоду «Зеркало, зеркало» сериала «Звёздный путь».
- В эпизоде присутствуют сразу несколько отсылок к фильму ужасов 1982 г. "Полтергейст", например, когда Стэн пытается заснуть ночью во время грозы, и ему кажется, что подаренная тётей золотая рыбка смотрит на него, он закрывает аквариум с ней майкой. То же самое было и в фильме, когда сын главных героев Робби пытается заснуть во время грозы, ему кажется, что сидящая в кресле напротив кровати кукла клоуна смотрит на него и он закрывает её одеждой. Также портал в параллельный мир, показанный в эпизоде, очень напоминает проход в другое измерение из данного фильма.
- Показанный в эпизоде магазин домашних животных, построенный на месте старого индейского кладбища - отсылка к роману Стивена Кинга (и его экранизации) "Кладбище домашних животных"
- Когда Барбреди показывает маме Стэна фотографии пропавших людей (убитых золотой рыбкой, и тела которых мама Стэна закопала во дворе дома), среди них присутствует реальная фотография актёра Уильяма Шетнера.
- В том моменте, когда мальчики приходят в дом к Стэну, а Картман садится на колени к тёте Фло (используя ту в качестве массажного кресла), можно насчитать сразу 3 Картманов вблизи друг от друга.